# جان جورج والکر
جان جورج والکر (انگلیسی: John George Walker; ۲۲ ژوئیهٔ ۱۸۲۱ – ۲۰ ژوئیهٔ ۱۸۹۳) فرد نظامی اهل ایالات متحده آمریکا بود.